# Karl Münichreiter

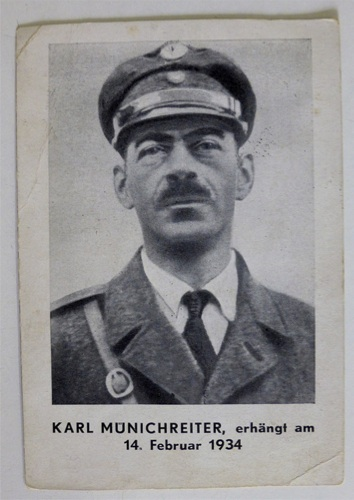
Foto Karl Münichreiters.

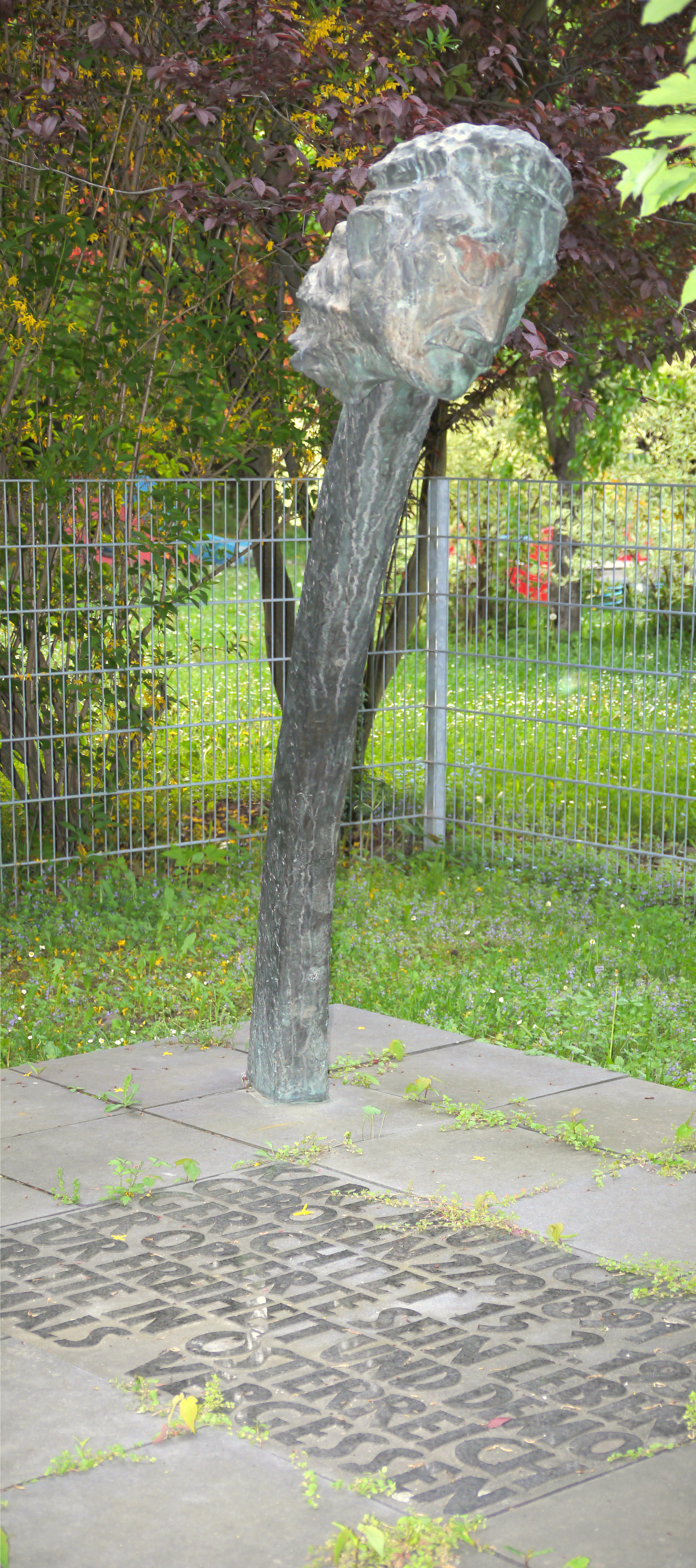
Denkmal für Münichreiter am Goldmarkplatz, Wien 13.

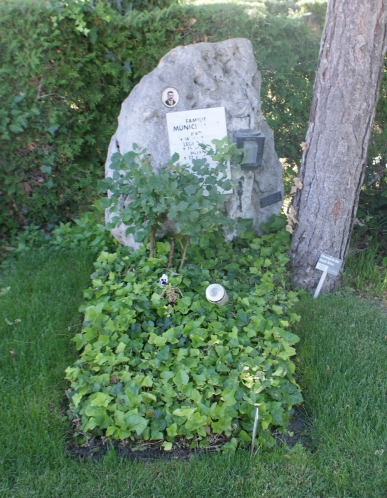
Grabstätte von Karl Münichreiter

Karl Münichreiter (* 27. September 1891 in Steinakirchen am Forst, Niederösterreich; † 14. Februar 1934 in Wien) war ein Mitglied des Republikanischen Schutzbundes und österreichischer Widerstandskämpfer. Er gehört zu jenen neun Männern, die nach den Februarkämpfen 1934 zum Tode verurteilt und hingerichtet wurden.

## Biographie
Der verheiratete Schuhmachergehilfe Karl Münichreiter trat 1927 unter dem Eindruck des Justizpalastbrandes in den Republikanischen Schutzbund ein. Münichreiter wird oft irreführenderweise als „Schutzbundführer“ tituliert, tatsächlich aber hatte er zuletzt den Rang eines „Gruppenführers“ inne; das bedeutete, er befehligte sechs Mann.
Am 12. Februar 1934, dem Beginn des Österreichischen Bürgerkrieges, sammelte sich Münichreiter mit anderen Schutzbündlern im Kinderfreundeheim am Goldmarkplatz in Hietzing. Waffen, die in seinem Schrebergarten und in einer nahe gelegenen Schule versteckt waren, wurden zusammengetragen. Die Polizei rückte an und es kam zu einem eine Stunde andauernden Feuergefecht. Als Münichreiter während des Rückzugs der Schutzbündler einem verletzten Genossen zu Hilfe kommen wollte, wurde er durch mehrere Schüsse schwer verletzt und anschließend sofort verhaftet.
Münichreiter wurde am 14. Februar standrechtlich zum Tode verurteilt. Seine Frau durfte ihn noch kurz besuchen. Sein Pflichtverteidiger stellte ein Gnadengesuch, doch Justizminister Kurt Schuschnigg leitete dieses nicht an Bundespräsident Wilhelm Miklas weiter, weil „ein abschreckendes Beispiel unbedingt notwendig“ sei. Interventionen von Miklas und Theodor Kardinal Innitzer bei Schuschnigg blieben ergebnislos. Münichreiter wurde trotz seiner schweren Verletzungen noch am selben Tag auf einer Tragbahre zur Hinrichtung im Wiener Landesgericht getragen und um 16:41 Uhr am Würgegalgen gehenkt. Da sich der Henker Johann Lang zu dieser Zeit in Klagenfurt aufhielt, um gegebenenfalls nach einem Mordprozess (dem „Fall Bärnthaler“) zum Einsatz zu kommen, war in Wien ein Ersatzscharfrichter tätig.
Neben Koloman Wallisch und Georg Weissel ist Münichreiter das bekannteste Opfer der Februarkämpfe. Die Leichen der Hingerichteten wurden nicht den Angehörigen übergeben, sondern unter Ausschluss der Öffentlichkeit anonym bestattet: „Trotz aller Geheimhaltungsversuche informierte die im Untergrund verbreitete Arbeiter-Zeitung am 8. April 1934 ihre Leser über die Gräber der Wiener Februargefallenen: ‚Mit Hilfe von Friedhofsarbeitern ist es gelungen, im Zentralfriedhof die Gräber Weissels und Münichreiters, die nach der Hinrichtung bei Nacht und Nebel verscharrt worden waren, aufzufinden. Weissels Grab befindet sich in der Gruppe 87, Reihe 42, Nummer 12; Münichreiters Grab liegt in der Gruppe 35, Reihe 25, Nummer 5.‘“
Münichreiters Witwe Leopoldine konnte schließlich durchsetzen, dass die Leiche ihres Mannes exhumiert, entsprechend seinem Willen kremiert und die Asche am 9. April 1934 in Abteilung 3, Ring 3, Gruppe 3, Nummer 26 des Urnenhains der Feuerhalle Simmering bestattet wurde. Sein Urnengrab wurde nach der Diktaturzeit von der Stadt Wien ehrenhalber gewidmet.
Leopoldine Münichreiter gelang es in der Folge, mit ihren drei Kindern Paul (damals 12 Jahre alt), Karl Nikolaus (damals 10 Jahre alt) und Lucie (damals 3 Jahre alt) über Zürich, Paris und London in die Sowjetunion zu reisen und dort im Exil zu leben, bis der Zweite Weltkrieg vorbei war. Ihr älterer Sohn wurde dort von einer Streife erschossen. 1947 kehrte sie nach Wien zurück. Sie starb Ende 1976 im Alter von 83 Jahren. Sohn Karl Nikolaus starb 2006, Tochter Lucie Maria Sohr 2011. Alle drei sind im gleichen Grab bestattet wie Karl Münichreiter.

## Gedenken
Nach Karl Münichreiter wurde 1946 im 13. Wiener Gemeindebezirk die Münichreiterstraße benannt; am Goldmarkplatz im gleichen Bezirk erinnert seit 1984 ein Denkmal an den Freiheitskämpfer. Mit dem Beruf eines Schuhmachers verzeichnet, hatte er  laut Lehmann 1934 unweit dieser beiden Verkehrsflächen, in der Meytensgasse 18, seinen letzten Wohnsitz.  In Fischamend trägt ebenfalls eine Straße Münichreiters Namen.
Obwohl aus dem Bezirk Scheibbs stammend, gibt es dort keine Erinnerung an Münichreiter. Darum benannte die dort ansässige Sozialistische Jugend ihren Treffpunkt/Sitz nach Münichreiter, das „KAMÜ“ (kurz für Karl-Münichreiter-Haus).
F.C. Weiskopf würdigte Münichreiter in der meisterlichen Anekdote Schatten und Sonne.